# Кутров, Константин Синадинович
Константин Синадинович Кутров (15 [27] июля 1802 — 28 декабря 1869  [9 января 1870]) – вице-адмирал русского императорского флота, участник покорения Кавказа, Синопского сражения и обороны Севастополя.

## Биография
Родился в семье прапорщика Балаклавского греческого пехотного батальона Синадина Пайотовича Кутро (Кутрова) и Василисы Афанасьевны Манто.
Окончил Ришельевский лицей в Одессе и 1 мая 1818 зачислен гардемарином на Черноморский флот. 23 февраля 1820 года произведён в мичманы. 20 декабря 1826 года Константин Синадинович произведён в лейтенанты. В 1828 году на бриге «Пегас» крейсировал у турецких берегов и на фрегате «Флора» принимал участие при осаде и взятии крепости Анапа, после чего перешел с флотом к Варне, откуда под штандартом императора Николая I совершил переход в Одессу, и за отличие был награждён бриллиантовым перстнем. В 1829 году на корабле «Пармен» крейсировал у румелийских берегов и командовал катером «Соловей» у абхазских берегов. 
В 1833 году на корабле «Императрица Мария» Константин Синадинович участвовал в Босфорской эскспедиции и был награждён турецкой золотой медалью. В 1835-1836 годах командовал брандвахтенным люгером «Стрела» на керченском рейде. 28 марта 1836 года произведён в капитан-лейтенанты. В 1837 году исполнял должность дежурного штаб-офицера при командире Отдельного Кавказского корпуса генерал-адъютанте бароне Г. В. Розене, затем командовал сводным флотским батальоном при десантной высадке на мысе Адлер и участвовал в перевозке десантных войск в Сухум-Кале и за отличие награждён орденом Святой Анны 3-й степени с бантом. В 1838-1840 годах на кораблях «Память Евстафия» и «Императрица Мария» крейсировал в Чёрном море. В 1841-1842 годах командовал 44-пушечным фрегатом «Флора» в Чёрном море. В 1843-1846 годах командовал корветом «Орест». 4 декабря 1843 года «за 25-лет беспорочной службы в офицерских чинах» награждён орденом Святого Георгия 4-й степени. 1 января 1846 года произведён в капитаны 2-го ранга.  В 1846-1849 годах командовал фрегатом «Флора» в Чёрном море. 3 апреля 1849 года произведён в капитаны 1-го ранга.
В 1850 году Константин Синадинович был назначен командиром 32-го флотского экипажа и 120-пушечного корабля «Три Святителя». В 1852 году награждён орденом Святой Анны 2-й степени. Командуя тем же кораблём участвовал в Синопском сражении и 28 ноября 1853 года «за отличную храбрость и мужество во время боя 18.11.1853 г.» награждён орденом Святого Владимира 3-й степени.
Во время обороны Севастополя состоял помощником начальника 2-го отделения оборонительной линии вице-адмирала Ф. М. Новосильского и за отличие во время отражения первой бомбардировки Севастополя союзниками 5 октября 1854 года был награждён золотой полусаблей с надписью «За храбрость». 12 октября того же года получил контузию в голову и правое плечо. 5 ноября 1854 года Константин Синадинович был назначен начальником артиллерии 2-го отделения оборонительной линии вместо заболевшего контр-адмирала П. М. Юхарина. 3 апреля 1855 года был во второй раз контужен, а 19 апреля его «придавило большой глыбой земли».
15 июня 1855 года произведён в контр-адмиралы с назначением командиром 2-й бригады 4-й флотской дивизии. 1 октября того же года назначен командиром 1-й бригады 5-й флотской дивизии. 27 ноября 1857 года назначен временно исправлять должность инспектора ластовых команд и рабочих экипажей. 11 июля 1860 года произведён в вице-адмиралы с увольнением в отставку.
Похоронен на старом православном кладбище города Симферополя.

## Награды
- Орден Святой Анны 3-й степени с бантом (06.04.1838)
- Орден Святого Георгия 4-й степени за 25 лет службы в офицерских чинах (04.12.1843)
- Орден Святой Анны 2-й степени (1852)
- Орден Святого Владимира 3-й степени за отличие в Синопском сражении (28.11.1853)
- Золотая полусабля с надписью «За храбрость» (1854)
- Орден Святого Станислава 1-й степени (1858)

## Семья
Был женат на дочери коллежского советника Екатерине Харлампиевне, урождённой Лампси. Их дети: сын Михаил (1843–1911), а также дочери София и Вера.